# هانس-یواخیم هرمان
هانس-یواخیم هرمان ملقب به هایو هرمان (به آلمانی: Hans-Joachim 'Hajo' Herrmann) (زایش ۱ اوت ۱۹۱۳، مرگ ۵ نوامبر ۲۰۱۰) یک سرهنگ  خلبان بمب‌افکن لوفت‌وافه در جنگ جهانی دوم بود.
پیشوا رایش آلمان در تاریخ ۲۳ ژانویه ۱۹۴۴ نشان صلیب آهنی شوالیه با برگ بلوط و شمشیر را به خاطر ابراز شجاعت و لیاقت در جنگ به او اعطا کرد.
وی بعد از جنگ در آلمان در رشته حقوق تحصیل کرد و به دفاع از موکلانی که به واسطه قوانین سانسور و ضد آزادی بیان در جمهوری فدرال آلمان تحت تعقیب قضایی قرار میگرفتند، می‌پرداخت.
وی در سال ۲۰۱۰ و قبل از مرگش از آخرین افسران ارشد آلمانی بازمانده از جنگ جهانی دوم محسوب می‌شد.